# 新費多里夫卡 (赫爾松州)
46°10′26″N 32°19′12″E / 46.17389°N 32.32000°E
新費多里夫卡（烏克蘭語：Новофедорівка）是位於烏克蘭南部的村莊，由赫爾松州斯卡多夫斯克區的貝赫泰里市鎮負責管轄。該村始建於1921年，面積2.14平方公里，海拔高度4米，2001年人口973，人口密度每平方公里454.7人。